# Marie-Hélène Verlhac
Pour les articles homonymes, voir Verlhac.
Marie-Hélène Verlhac est une chercheuse en biologie cellulaire et directrice de recherche française. Elle dirige ses recherches au centre interdisciplinaire de recherche en biologie au Collège de France. En 2021, elle reçoit la médaille d'argent du CNRS.

## Biographie
Marie-Hélène Verlhac fait des études de sciences de la vie et de la Terre à l'École normale supérieure de Lyon. En 1995, elle soutient sa thèse de doctorat en biologie moléculaire et cellulaire à l'Université Pierre-et-Marie-Curie. Entre 1995 et 1997, elle effectue un stage postdoctoral à l’université de Californie avec le professeur Rik Derynck.
En 2002, elle entre au CNRS en tant que cheffe d’équipe au  laboratoire de biologie du développement. En 2018, elle est nommée membre de l'Organisation européenne de biologie moléculaire. Elle est membre de la Société de Biologie Cellulaire de France depuis 2014 et en est la directrice.

## Travaux
Ses recherches portent sur l'ovogenèse des mammifères. Elle étudie notamment le rôle de l'actine dans la division cellulaire asymétrique des ovocytes,.

## Distinctions et récompenses
En 2019, Marie-Hélène Verlhac reçoit le prix Albert Brachet de l'Académie Royale de Belgique.
En 2021, elle reçoit la médaille d'argent du CNRS, puis le 31 décembre, elle est nommée au grade de chevalier dans l'ordre national de la Légion d'honneur au titre de « biologiste, directrice de recherche au Centre national de la recherche scientifique, directrice d'une unité mixte de recherche ; 25 ans de services ».